# 无锡日报
《无锡日报》，为中共无锡市委机关报，创刊于1949年8月1日，现由无锡日报报业集团出版，一直是无锡的主流媒体。
《无锡日报》在江苏省最早推出网上报纸业务，现在已形成了平面媒体与网络、手机及音视频的全媒体化。

## 历史与介绍
《无锡日报》的前身为1949年8月1日创刊的《工人生活》，是一张通俗工人报纸。1952年11月，《工人生活》报迁南京，改办《江苏工人报》，1953年底停刊，编辑人员大部分迁回无锡。1954年1月7日，《工人生活》在无锡恢复出版，成为中共无锡市委机关报，1957年8月1日改名为《无锡日报》。文化大革命爆发后的1966年10月停刊。1979年1月1日起出版《无锡报》，恢复为中共无锡市委机关报，直至1981年1月1日恢复《无锡日报》名称。
1985年，该报改为对开四版大报。1987年1月，《无锡日报》实行自办发行，为江苏省第一家实行自办发行，打破邮政发行垄断的报纸。
目前《无锡日报》为对开大报，全彩印刷，每周出版1、2、4版以上，发行五万份，发行量居无锡地区新闻类报纸第一位。覆盖无锡市和所辖的江阴市、宜兴市及周边地区。
该报经多次改版。近年来订户数和阅读率都有很大程度上升，尤其是个人订户已占订户的40%以上，报纸的主要读者群是国有公务员、企业经营者、拥有稳定收入的市民等社会消费三体。据调查，91.2%的无锡市民从报纸获得信息，《无锡日报》占其中的86.97%。
《无锡日报》传阅人数达到55万至60万。如有重大新闻可达百万人。
目前，《无锡日报》已推上互联网，出版了电子版报。
1980年代后，《无锡日报》兴办了多份子报。此后于2003年组建无锡日报报业集团。集团旗下拥有江南晚报、无锡商报（已停刊）、华东旅游报、江南保健报、秀江南杂志、今商圈杂志、中国生化药物杂志、凤凰出版社无锡分社、江苏太湖数字出版社等下属单位。
报社原址位于崇安区学前东路1号的无锡报业新闻大楼。2013年12月15日起，报社整体迁入滨湖区太湖新城金融二街1号的无锡报业大厦。